# Al-Istajri

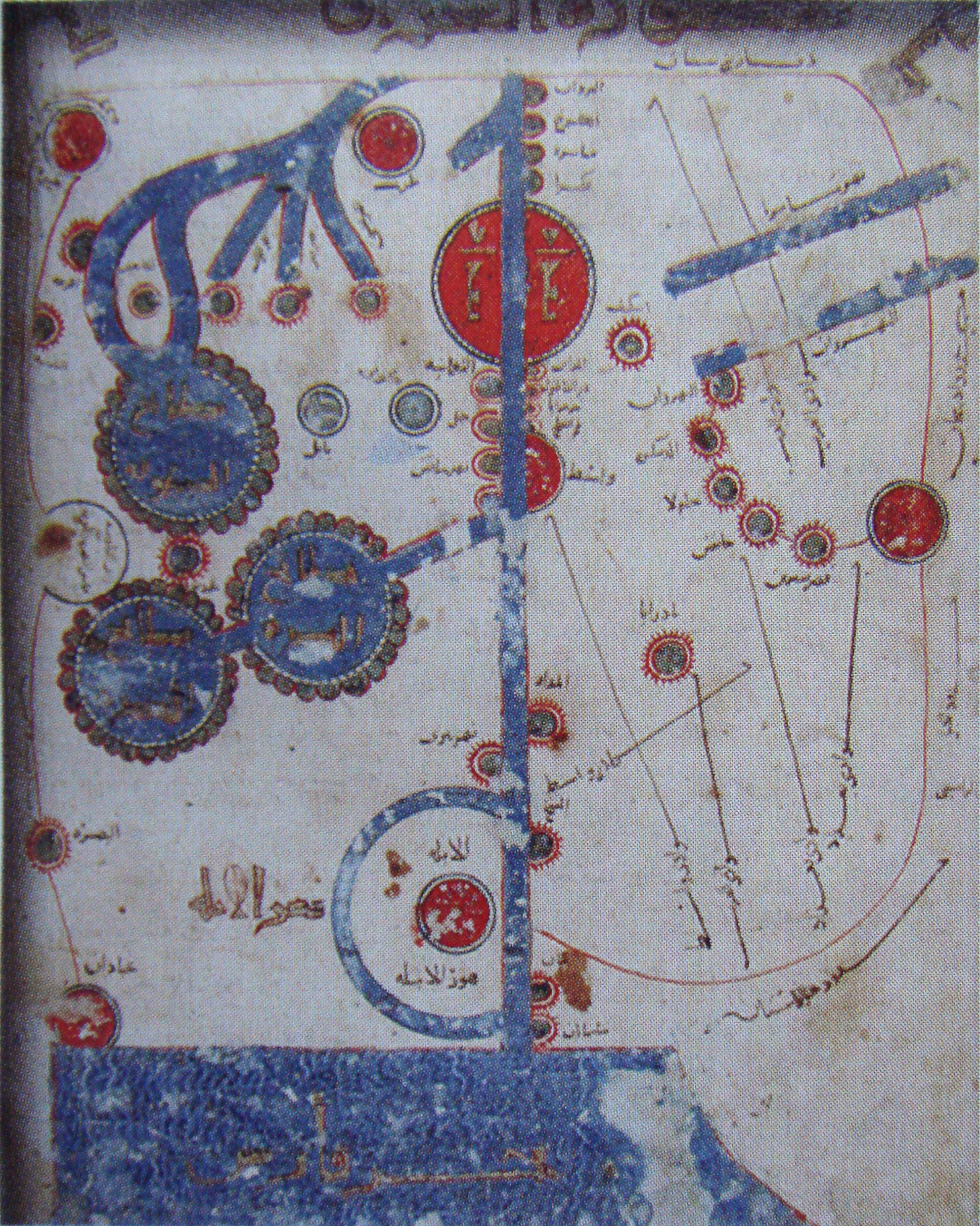
Mapa de Estakhri, del "Libro de carreteras y reinos".

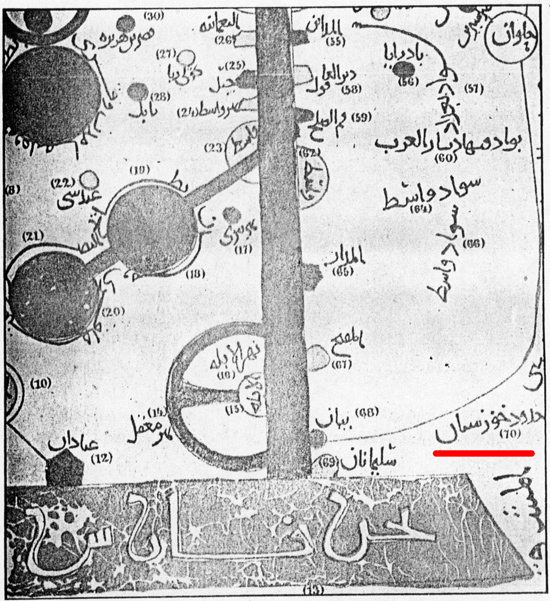
Un mapa de Estakhri del texto Al-aqalim.

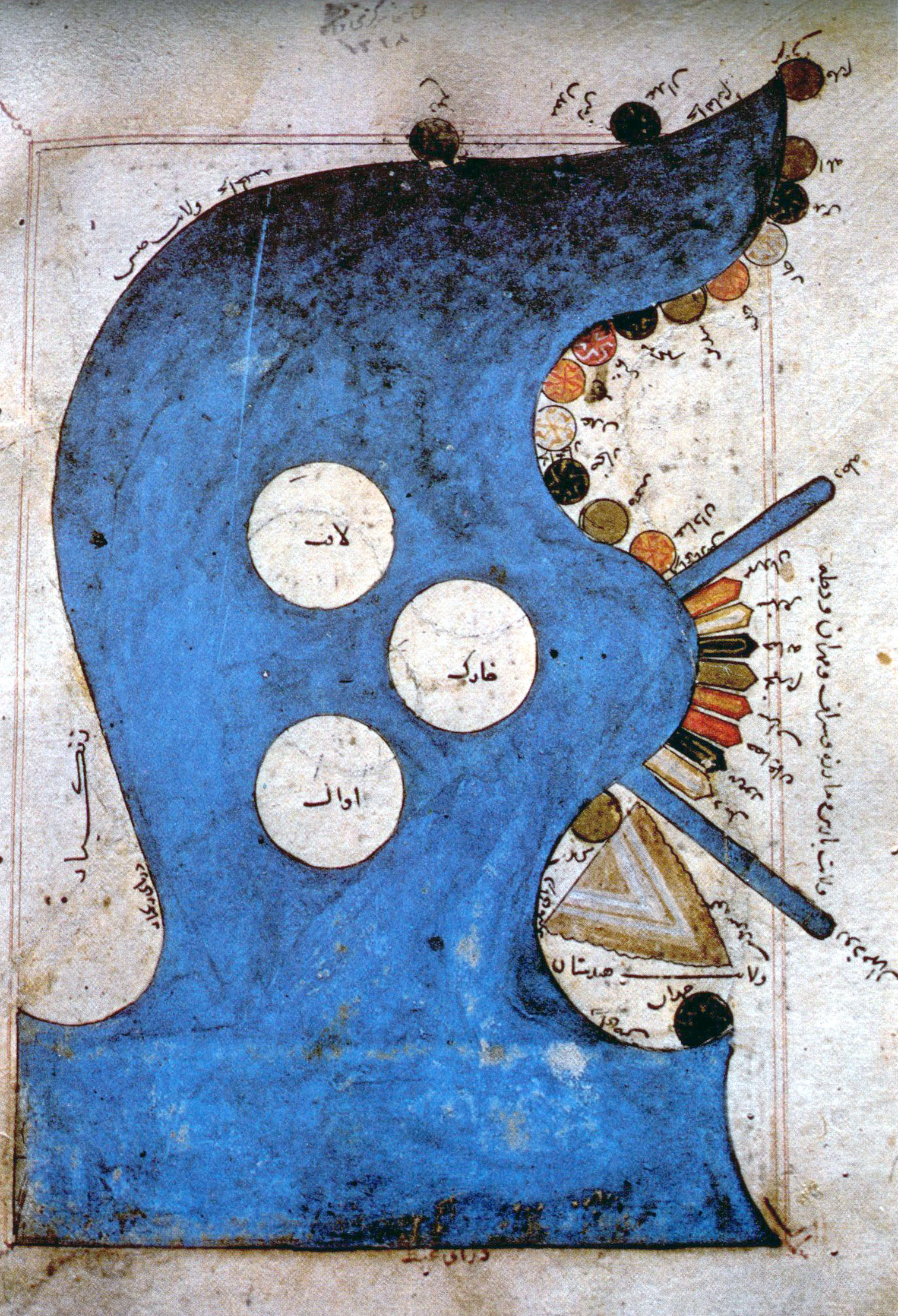
Un mapa del Golfo Pérsico de Estakhri.

Abul Qasim Ubaidullah ibn Abdullah ibn Khurdad-bih, Abu Ishaq Ibrahim ibn Muhammad al-Farisi, Al-Istajri,  Istakhri o Estakhri (en persa: استخری‎, de la ciudad de Istajr, fallecido en  957 AD fue uno de los geógrafos y cartógrafos persas más importantes del siglo X durante el califato abasí.
Entre sus obras se cuentan Al-Masalik wa al-Mamalik ("Rutas y Reinos") y su Al-Aqalim ("Climas"). Se le atribuye la primera descripción de los molinos de viento.
Alrededor de 950, que distingue tres tipos de varegos: los de Kiev, los Slawijah (eslavos de Novgorod) y los de Arsania, cuyo rey vive en Artha (los Erz'a, una tribu finlandesa asentada en Soura, al oeste de Bolghar).